# Ponometia triangulana
Ponometia triangulana är en fjärilsart som beskrevs av Fabricius 1794. Ponometia triangulana ingår i släktet Ponometia och familjen nattflyn. Inga underarter finns listade i Catalogue of Life.